# Vila Franca de Xira (freguesia)
Vila Franca de Xira is een plaats (freguesia) in de Portugese gemeente Vila Franca de Xira en telt 18.442 inwoners (2001).

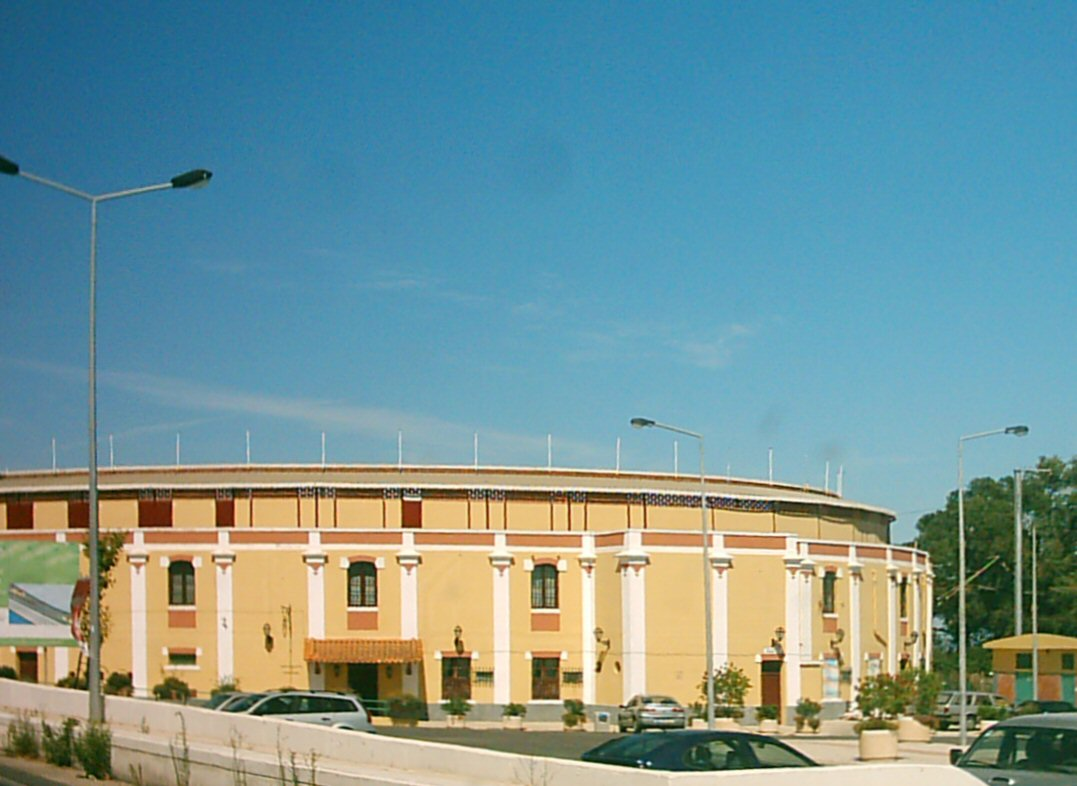
Arena